# Epidemia de Groninga
La epidemia de Groninga que estalló en 1826 fue una epidemia de malaria que mató a 2844 personas, casi el 10% de la población de la ciudad de Groninga, Reino Unido de los Países Bajos.
En febrero de 1825 los diques se rompieron en varios lugares causando inundaciones generalizadas en la región. La decadencia de las plantas y el ganado en condiciones pantanosas y la inundación de la ciudad de Groninga en 1826 en las siguientes aguas termales y el verano de 1826 condujeron a la epidemia.
La epidemia también golpeó Frisia y la región alemana del mar de Wadden. La ciudad frisona de Sneek reportó una triplicación del número de muertes en 1826 en comparación con años anteriores.